# Jean Ier d'Aumale
Jean Ier d'Aumale également appelé Jean de Ponthieu, mort le 11 juillet 1302, comte d'Aumale, est le fils de Ferdinand II d'Aumale (ou Fernando de Castille) (1238 † 1260) et de Laure de Montfort († 1270), dame d'Épernon.

## Biographie
Par son père, il est le petit-fils de Ferdinand III de Castille (dit le Saint), roi de Castille et de León et Jeanne de Dammartin, comtesse de Ponthieu, d'Aumale et de Montreuil. Par sa mère, il est aussi le petit-fils d'Amaury VI de Montfort (1192-1241), Connétable de France. 
À la mort de son père, en 1260, Jean hérite des comtés d'Aumale et de Ponthieu qu'il gouverne alors avec sa grand-mère Jeanne de Dammartin. À la mort de celle-ci, en 1279, le roi d'Angleterre Édouard Ier, revendique les deux comtés, au nom de son épouse Éléonore de Castille. Après bien des contestations, Jean conserve le comté d'Aumale.
Jean Ier trouve la mort le 11 juillet 1302 à la bataille des Éperons d'or près de Courtrai.

## Mariage et descendance
Marié à Ide (Isabelle) de Meulan dite Dame Ide de Beaumont-Meulan-Gournay de Fontaine-Guérard († 16 janvier 1324), qui lui donne 2 enfants :
- Laure de Ponthieu (v. 1275 † 16 janvier 1324), mariée à Guy VI de Mauvoisin de Rosny (ca. 1270 † après 1320 ou 1329)[2]
- Jean II d'Aumale (1293 † 1343), marié à Catherine d'Artois, fille de Philippe d'Artois seigneur de Conches, et de Blanche de Bretagne : d'où la comtesse Blanche, épouse de Jean V d'Harcourt ; et Jeanne, dame d'Epernon, x Jean VI, comte de Vendôme.

## Sources
Recherches historiques, archéologiques et biographiques sur les possessions des Sires normands de Gournay Par N.-R. Potin de La Mairie - 1852